# 庄為資
庄 為資（しょう ためすけ）は、戦国時代の備中国の武将。備中猿掛城城主、のちの備中松山城主。

## 生涯
為資は庄氏の分家の北家であるが、養子として庄氏を継承した。
永正5年(1508年)、為資は前将軍足利義稙を奉じた大内義興に従って上洛した。
天文2年(1533年)、尼子氏の支援を受けて備中松山城の上野頼氏、頼氏弟の小松山城上野右衛門尉に侵攻して、これを討ち取って本拠とした。
天文21年(1552年)、毛利氏が三村家親1500騎を先鋒に猿掛城へ攻め寄せて来たが、為資は1000騎を率いて猿掛城から出撃しこれを打ち破った。
この戦いで毛利・三村勢は大打撃を被り、志道元信や臼井藤次郎、桂新五左衛門らが討死している(森脇覚書)。
なお、毛利軍はこの敗北に動じず撤退しなかった為に為資は劣勢を悟り、
毛利氏に屈服した。猿掛城主の庄一族、穂田実近に家親の長男、荘元祐を養子に迎えさせて和議を成立させた。
為資の没年は明らかになっていないが、永禄の前後だと考えられる。

## 没後
高資が庄氏を継いだが周辺勢力の介入を許し、備中松山城や佐井田城が毛利氏の手によって陥落し、その後は毛利輝元の手によって帰国を許可されたが、宇喜多氏との戦いで討死したという。
庄氏は関ヶ原の戦い後津々などのいくつかの氏族に分裂し、各地で代々庄屋を務め、重きをなした。